# Tần Cung công
Tần Cung công (chữ Hán: 秦共公, trị vì 608 TCN-604 TCN), là vị quân chủ thứ 16 của nước Tần - một chư hầu nhà Chu trong lịch sử Trung Quốc.
Ông nguyên họ Doanh (嬴), tên không được xác định chính xác. Sách Tả truyện chép tên ông là Đạo (稻), Sử ký chép Hòa (和), Sử ký tác ẩn chép là Gia (貑).
Ông là con trai của Tần Khang công, vua thứ 15 của nước Tần. Năm 608 TCN, Tần Khang công qua đời, Doanh Đạo lên nối ngôi, tức là Tần Cung công.
Sử ký không ghi rõ những hành trạng của ông và các sự kiện liên quan đến nước Tần trong thời gian ông ở ngôi.
Năm 604 TCN, Tần Cung công mất, ở ngôi được 5 năm. Con ông là Doanh Vinh nối ngôi, tức Tần Hoàn công.